# O5 a Radeček
O5&Radeček (vyslovuj: opět a Radeček), známá též jako Radečkové nebo Radečci, je šumperská hudební skupina, jejíž tvorba se postupně vyvíjí od folku přes folk-rock až k rocku.

## Historie
Skupina O5 a Radeček pochází z jesenického podhůří a ve stejné sestavě působí od roku 1994. Od roku 1995 úzce spolupracují s Nadací Terezy Maxové.[zdroj⁠?!] V roce 1997 členové kapely založili časopis Zámeček pro opuštěné děti v dětských domovech.
Debutové album Na pokraji slávy vydala skupina v roce 2003 u vydavatelství Universal Music. Z desky vzešel první hit - píseň Praha (Jedna holka...), která se stala nejhranější skladbou českých rádií v roce 2004.
V roce 2005 navázala kapela albem Mainstream, které z části vznikalo v Londýně pod producentským dohledem Neila Douglase (Vaness Mae, Stereo MCs, UB40, Pink).
Následovala alba Slast Minute (2007) a Máš mě na svědomí (2010). 
V září 2012 kapela vydala páté řadové album Pozdrav z Opičích hor. Nové singly produkoval americký hitmaker Carmen Rizzo (Alanis Morissette, Seal, Coldplay).
Začátkem roku 2014 vydala skupina píseň „Vloupám se“ - československý duet s Márií Čírovou.
V dalších letech O5 a Radeček vydali kompilaci Best of (2015), záznam živého koncertu pro TV Óčko G2 Acoustic stage (2016) a další řadové album Dobré zprávy (2019), které deník Právo a server Novinky.cz zařadily mezi pět nejlepších desek roku 2019. V roce 2019 jejich píseň Sex ve sprše vedla hitparádu na rádiu Evropa 2.
V roce 2021 kapela představila projekt BRA3, který vznikl jako oslava bratrství a parťáctví. Stejnojmenná píseň patřila dva a půl roku mezi nejhranější skladby v českých rádiích. K písni vznikl videoklip, kde vystupuje řada známých sourozenců a parťáků. Projekt BRA3 rovněž pomáhal, výtěžek z hranosti singlu kapela věnovala prostřednictvím sbírky Pomozte dětem na aktivity pomáhající sourozencům postižených dětí.
V roce 2023 představila kapela projekt HORY. Stejnojmenná píseň se stala velkým hitem, získala Českého slavíka 2023 v kategorii Skladba roku. Skupina k písni absolvovala v únoru a březnu 2024 celorepublikové turné po horských městech a společně se známým českým horolezcem Radkem Jarošem zveřejnila výzvu Český Everest, která motivuje širokou veřejnost k cestám do přírody.

## Současnost
Na podzim 2024 skupina avizuje vydání sedmé řadové desky, kterou nahrávala v legendárním Hansa Studios Berlin pod vedením slavného producenta Grega Havera (The Manic Street Preachers, Melanie C, Chinaski). Jarním singlem se stala skladba "I tak to za to stojí".
Kapela O5 a Radeček patří k nejžádanějším koncertním kapelám v ČR. Každý rok odehrají stovky koncertů a účinkují na největších tuzemských festivalech např. Benátská noc, Colours of Ostrava, Jam Rock, Votvírák, Natruc. K hlavním hitům patří „HORY“, „I tak to za to stojí“, „Vloupám se“, „BRA3“, „Romantický Smyčce“, „Praha (Jedna holka…)“, „Kristián“, „Máš mě na svědomí“, „Budu rád“, „Sex ve sprše“, „LOVEní“ a duet s Klárou Vytiskovou „Zůstaň“.

## Členové
Skupina má 5 členů:
- Tomáš Polák – zpěv, kytara
- Ondřej Polák – basa
- Radek Sekyra – kytara
- Přemysl Ptáček – klávesy, housle
- Milan Lečko – bicí

## Diskografie
- 2003 – Na pokraji slávy
- 2005 – Mainstream
- 2007 – Slast Minute
- 2010 – Máš mě na svědomí
- 2012 – Pozdrav z Opičích hor
- 2015 – Best of
- 2016 – G2 Acoustic stage (live)
- 2019 – Dobrý zprávy
- 2021 – BRA3 (EP)
- 2024 – HoraLove

Filmová hudba
- 2017 – Špindl (titulní píseň Budu rád)
- 2019 – LOVEní (titulní píseň LOVEní)
- 2022 – Cirkus Maximum (filmová hudba, titulní píseň Slova)